# IBM DB2
A DB2 az IBM adatbázis-kezelő szoftvere.

## Története, fontosabb verziók
- 1970-ben dr. E.F. Codd (IBM) megalkotja a relációs adatbázis-kezelő modellt.
- 1978-ban az IBM kiadja System R termékét.
- 1983-ban jelent meg a DB2 V1 (DB2 for MVS), ami IBM nagyszámítógépeken is futtatható.
- 1996-ban az DB2 UDB V5 megkapta az univerzális előtagot. Mindenféle elektronikus adat tárolására képes: a relációs adatok mellett videó-, hang- és szövegadatok is tárolhatók. Több platformon fut. Pl: OS/2, Windows, AIX, HP-UX és Solaris.
- 2006-ban jelenik meg a DB2 UDB V9, ami az előző változatoktól eltérően nem tiszta relációs adatbázis-kezelő, hanem hibrid adatbázis, ami a relációs adatbázis mellett XML adatbázist is tartalmaz.

## Platformok
Ma a következő platformokon lehet használni: 
- IBM S/390 (zSeries) – DB2 for Z/OS
- IBM RS/6000 (pSeries vagy p5) – DB2/6000
- IBM AS/400 (iSeries vagy i5) – DB2/400
- Linux, Windows vagy Solaris alapú PC-k – DB2 for Linux UNIX and Windows

## Kiadások
A 9. verziónak a következő kiadásai léteznek:
- Enterprise Edition – Nincs CPU és RAM megszorítás
- Workgroup Edition – Max. 4 CPU / 16 GB RAM
- Express Edition – Max. 2 CPU / 4 GB RAM
- Express-C Edition

Ez utóbbi kiadásnak van egy ingyenes változata, amely Express-C néven került forgalomba. Ezt a felhasználók ingyen letölthetik és fejlesztéseikben is felhasználhatják. Néhány megszorítást leszámítva, teljes DB2 funkcionalitást biztosít kis és középvállalatok számára.

## Lekérdező nyelvek a 9. verzióban
- SQL – a relációs adatbázis táblák lekérdező nyelve
- XQUERY – az XML típusú oszlopokban tárolt XML adatok lekérdező nyelve

## Külső hivatkozások
- IBM DB2 (angolul)
- IBM DB2 Express-C – Ingyenes kiadása DB2 (angolul)
- PlanetDB2 (angolul)

1. ↑  IBM unveils Db2 12.1, 2024. október 21. (Hozzáférés: 2024. december 6.)